# 松本規之
松本規之（日语：／ Matsumoto Noriyuki），日本漫畫家、插畫家，F&C出身。居住於埼玉縣所澤市。

## 作品列表

### 漫畫作品
- 陽光女孩紀行（日语：陽だまり少女紀行）—《月刊Comic RYU（日语：月刊COMICリュウ）》（德間書店）連載
- A君(17)的戰爭 I, THE TYCOON？（日语：A君(17)の戦争）（原作、編劇：豪屋大介）—《月刊Dragon Age》（富士見書房）連載
- 黑色的Les Volu ～假面怪盜少女～（原案、設定協力：古橋秀之）—《月刊Dragon Age》（富士見書房）連載
- 南倉高校女子自行車社[2]—《月刊Comic BLADE》（Mag Garden）連載

### 畫冊
- 凛 -松本規之畫集- （enterbrain）
- 南鎌倉高校女子自行車社（密林社）
  - concept book
  - Bicycle Review book VOL.01
  - Bicycle Review Book VOL.02
- 松本規之畫集 RIDE ON -畫業20週年紀念畫冊-（Mag Garden）

### 小說插圖
- （著：山口昇，〈富士見Mystery文庫〉）
- （著：山口昇，〈富士見Mystery文庫〉）
- 緋華Sparkling！（著：藤原征矢，HobbyJAPAN（日语：ホビージャパン））
- （著：伊豆平成，〈角川Sneaker文庫〉）
- 迷你裙宇宙海賊（著：本祐一，〈朝日Novels（日语：朝日ノベルズ）〉）

### 插圖
- COMIC阿吽A-UN 封面

### 遊戲
- Virtuacall（日语：バーチャコール）系列（部分原畫）
- 劍芒羅曼史（日语：ロマンスは剣の輝き）（部分原畫）
- univ（日语：univ）（部分原畫）
  - ～戀·開始了～
  - ～愛·讓你久等了～

## 外部連結
- 麒麟堂工作室 （日語）—松本規之的官方個人網站。
- matsumoto的pixiv （日語）
- 松本規之的X（前Twitter） （日語）
- 松本規之：公開作品 （页面存档备份，存于） （日語）—漫畫圖書館Z（日语：マンガ図書館Z）